# 愛でした。
『愛でした。』（あいでした）は、関ジャニ∞の楽曲。2012年6月13日にインペリアルレコードから20枚目のシングルとして発売された。

## 概要
- 前作『ツブサニコイ』から約10ヶ月振りのリリース。
- CDは初回限定盤、通常盤の2形態で発売。
- 表題曲「愛でした。」は、家族・恋人へのストレートな愛をさわやかに歌ったピアノ・ロック・チューンとなっている[10]。
  - 2作連続、通算5曲目のシングルでのバンド曲である。
  - 同曲は、メンバーの錦戸亮が主演、関ジャニ∞全員が出演するTBS系木曜ドラマ9『パパドル!』の主題歌である[9]。
- その他、全形態共通のカップリングとして「乱れ咲けロマンス」、通常盤のカップリングとして「Merry Go Round」「ルラリラ」を収録[11]。
- 初回限定盤の特典DVDには、表題曲「愛でした。」のミュージック・ビデオとメイキング映像を収録[11]。
- 初回限定盤と通常盤の初回プレス分には、本作と次作『ER』の連動企画として、2012年8月8日に大阪・京セラドーム大阪で開催されたフリーイベント『松原信一 presents すごはち』[12][13]に応募できる「シングル2タイトル連動応募券」が封入された[11]。
- 2024年1月1日、デビュー20周年を記念し、過去にリリースされた全楽曲が各種音楽ダウンロードサービス、サブスクリプションサービスで配信されることに伴い、表題曲「愛でした。」がベストアルバム『8EST』の収録曲として配信開始され、同年1月31日には本作の全収録曲の配信も開始された[14][15][16]。

### 各形態概要
| 曲名             | 形態 | 形態 | 形態 |
| 曲名             | 初回 | 通常 |      |
| ---------------- | ---- | ---- | ---- |
| 乱れ咲けロマンス | ○    | ○    |      |
| Merry Go Round   | ×    | ○    |      |
| ルラリラ         | ×    | ○    |      |

| 特典内容                        | 形態                   |
| ------------------------------- | ---------------------- |
| 特典DVD（詳細は#特典DVDを参照） | 初回限定盤             |
| デジパック仕様                  | 初回限定盤             |
| 三方背ケース仕様                | 初回限定盤             |
| シングル2タイトル連動応募券     | 初回限定盤             |
| Eight Sound Sticker             | 通常盤（初回プレス分） |
| シングル2タイトル連動応募券     | 通常盤（初回プレス分） |

## 販売形態
- 発売日：2012年6月13日
  - 初回限定盤（TECI-831：CD+DVD）
    - デジパック＋三方背ケース仕様
    - シングル2タイトル連動応募券封入

  - 通常盤（TECI-832：CD）
    - Eight Sound Sticker
    - シングル2タイトル連動応募券封入
- 発売日：2015年7月1日
  - 通常盤：再発売（JACA-5536：CD）
    - 自身の所属レコード会社を『テイチクエンタテインメント』から『INFINITY RECORDS』へ移籍したため、INFINITY RECORDSより再発売。
- 発売日：2019年7月12日
  - 通常盤：十五催ハッピープライス盤（JSNC-1520：CD）
    - 自身の配信アプリ『関ジャニ∞アプリ』対応のため、15%オフでの再発売。
- 発売日：2024年1月31日
  - 配信作品
    - デビュー20周年を記念した音楽ダウンロードサービスおよびサブスクリプションサービスでの配信[14][15][16]。

## チャート成績

### シングルチャート順位
- オリコンチャート
  - 初週262,044枚を売り上げ、2012年6月25日付の「オリコン週間 CDシングルランキング」で週間1位を獲得した[2]。
    - 7作連続、通算15作目のシングル1位となった[2]。
    - 初動売上が25万枚を突破するのは15thシングル『LIFE〜目の前の向こうへ〜』以来、5作振り5回目である。
    - 16thシングル『T.W.L/イエローパンジーストリート』から前作19thシングル『ツブサニコイ』までの累積売上を初動のみで上回った。

  - 累計297,204枚を売り上げ、2012年6月度「オリコン月間 CDシングルランキング」で月間2位を獲得した[3]。
  - 累計320,289枚を売り上げ、2012年度「オリコン年間 CDシングルランキング」で年間19位を獲得した[4]。
- Billboard JAPAN
  - 2012年6月20日公開の「Billboard JAPAN Top Singles Sales」で週間1位を獲得した[6]。
  - 2012年度「Billboard Japan Top Singles Sales Year End」で年間9位を獲得した[7]。
    - 同チャートで自身のシングルがトップ10に入るのは初である[注 1]。

### 各曲チャート順位
- Billboard JAPAN
  - 2012年6月20日公開の「Billboard Japan Hot 100」で表題曲「愛でした。」が週間1位を獲得した[5]。
  - 2012年度「Billboard Japan Hot 100 Year End」で表題曲「愛でした。」が年間25位を獲得した[8]。

## 収録曲

### CD
※「Merry Go Round」以降、通常盤・配信作品のみ収録。
1. 愛でした。 - [4:25]
作詞・作曲：石原理酉
編曲：大西省吾
  - TBS系木曜ドラマ9『パパドル!』主題歌[9]
2. 乱れ咲けロマンス - [4:28]
作詞・作曲：木村有希
編曲：大西省吾
3. Merry Go Round - [5:02]
作詞・作曲：TAKESHI
編曲：久米康隆
4. ルラリラ - [4:58]
作詞・作曲・編曲：葉山拓亮
5. 愛でした。 (オリジナル・カラオケ)
6. 乱れ咲けロマンス (オリジナル・カラオケ)
7. Merry Go Round (オリジナル・カラオケ)
8. ルラリラ (オリジナル・カラオケ)

### 特典DVD（初回限定盤）
| #         | タイトル                       | 作詞  | 作曲・編曲 | 時間  |
| --------- | ------------------------------ | ----- | ---------- | ----- |
| 1.        | 「愛でした。」(Music Clip)     |       |            | 4:28  |
| 2.        | 「愛でした。」(メイキング映像) |       |            | 15:31 |
| 合計時間: | 合計時間:                      | 19:59 |            |       |

## 収録作品

### アルバム
愛でした。
- 1stベストアルバム『8EST』
- 2ndベストアルバム『GR8EST』(201∞限定盤 特典CD)

※メドレーの1曲として収録。

### シングル
愛でした。
- 23rdシングル『へそ曲がり/ここにしかない景色』(通常盤)

※リミックス音源を収録。
- 24thシングル『涙の答え』(通常盤 初回プレス分)

※リミックス音源のメドレーの1曲として収録。

### 映像作品

#### ライブ映像
愛でした。
- 1stベストアルバム『8EST』(初回限定盤A 特典DVD)
- 9thライブDVD/Blu-ray『KANJANI∞ LIVE TOUR!! 8EST 〜みんなの想いはどうなんだい?僕らの想いは無限大!!〜』
- 15thライブDVD/Blu-ray『関ジャニ∞リサイタル 真夏の俺らは罪なヤツ』
- 22ndライブBlu-ray/DVD『KANJANI∞ DOME LIVE 18祭』
- 23rdライブBlu-ray/DVD『超ARENA TOUR 2024 SUPER EIGHT』（完（CAN）全生産限定盤・初回限定盤 『SUPER EIGHTアプリ』限定配信特典映像）